# Eratoidea sulcata
Eratoidea sulcata is een slakkensoort uit de familie van de Marginellidae. De wetenschappelijke naam van de soort werd in 1842 voor het eerst geldig gepubliceerd door Alcide d'Orbigny.